# The Catch (série télévisée)
The Catch, ou L'Appât au Québec, est une série télévisée américaine en vingt épisodes de 42 minutes créée par Jennifer Schuur, Helen Gregory et Kate Atkinson, développée par Allan Heinberg et diffusée entre le 24 mars 2016 et le 11 mai 2017 sur le réseau ABC et en simultané au Canada sur le réseau CTV pour sa première saison, puis sur CTV Two pour sa deuxième saison.
En France, la série est diffusée depuis le 27 mars 2016 sur Canal+ Séries en version originale sous titrée et depuis le 2 juin 2016 sur Canal+ en version française. En Belgique et au Luxembourg, elle est diffusée depuis le 30 juillet 2016 sur Be tv et en clair depuis le 11 juillet 2017 sur RTL-TVI en version française, au Québec, depuis le 19 janvier 2017 sur le réseau TVA. et à la Réunion depuis le 31 janvier 2018 sur Antenne Réunion.

## Synopsis
Alice Vaughan est une détective privée, victime de fraude par son fiancé escroc. Entre ses affaires, elle est déterminée à le trouver avant qu'il ne ruine sa carrière.

## Distribution

### Acteurs principaux
- Mireille Enos (VF : Hélène Bizot) : Alice Vaughan
- Peter Krause (VF : Guillaume Orsat) : Benjamin Jones
- Sonya Walger (VF : Stéphanie Lafforgue) : Margot Bishop / Griffiths
- Rose Rollins (VF : Géraldine Asselin) : Valerie Anderson
- Jay Hayden (VF : Valentin Merlet) : Danny Yoon
- Elvy Yost (VF : Anaïs Delva) : Sophie Novak
- John Simm (VF : Sebastien Desjours) : Rhys Griffiths (saison 2, récurrent saison 1)

Anciens acteurs principaux
- Jacky Ido (VF : Daniel Lobé) : Agent du FBI Jules Dao (saison 1, invité saison 2)
- Alimi Ballard (VF : Jérôme Rebbot) : Reginald « Reggie » Lennox III (saison 1)

### Acteurs récurrents
- Shivani Ghai (VF : Lola Corréa) : Felicity
- Nicole Pettis : Robin
- Lesley Nicol (VF : Marie-Martine) : Sybil Griffiths
- Caleb Smith (VF : Patrick Delage) : Agent Shawn Sullivan (saison 1)
- Medalion Rahimi (VF : Ariane Aggiage) : Princess Zara Al-Salim (saison 1)
- Nia Vardalos (VF : Armelle Gallaud) : Leah Wells (saison 1)
- Elena Rusconi : Holly (saison 1)
- Jamie VanDyke : Rita (saison 1)
- T.R. Knight (VF : Thierry Wermuth) : Tommy Vaughan (saison 2)
- Gina Torres (VF : Annie Milon) : Agent Justine Diaz (saison 2)
- Philippa Coulthard (VF : Cindy Lemineur) : Tessa Riley (saison 2)
- Kevin Carroll (VF : Serge Faliu) : Nicholas « Nick » Turner (saison 2)
Version française
  - Société de doublage : Dubbing Brothers[12]
  - Direction artistique : Claire Guyot[12]
  - Adaptation des dialogues : Ludovic Manchette[12] et Christian Niemiec[12]

 Source et légende : version française (VF) sur RS Doublage

## Fiche technique
- Titre original : The Catch
- Créateurs : Jennifer Schuur, Helen Gregory et Kate Atkinson, développée par Allan Heinberg
- Réalisation : John Terlesky, Mike Listo, Julie Anne Robinson
- Scénariste : Jennifer Schuur
- Production : Joanne Toll, Matt Ramsey, Oanh Ly
- Productrices exécutives : Betsy Beers
- Producteurs exécutifs : Allan Heinberg
- Supervision production : Scott Collins, Gabriel Garcia
- Coproductrices exécutives : Sherry White, Kate Atkinson, Helen Gregory, Julie Anne Robinson
- Coproducteur exécutif : Kevin Dowling
- Développé par : Allan Heinberg
- Musique : Chad Fischer (en)
- Genre : Dramatique, Judiciaire
- Durée : 40 minutes

## Production

### Développement
Le 26 janvier 2015, le réseau ABC commande un pilote,.
Le 7 mai 2015, le réseau ABC annonce officiellement après le visionnage du pilote, la commande du projet de série,.
Le 12 mai 2015, lors des Upfronts, ABC annonce la diffusion de la série à la mi-saison, en remplacement de How to Get Away with Murder, soit au printemps 2016,.
Le 16 novembre 2015, ABC annonce le lancement de la série au 24 mars 2016.
Le 12 mai 2016, ABC annonce le renouvellement de la série pour une deuxième saison.
Le 11 mai 2017, la série est annulée.

### Casting
Les rôles ont été attribués dans cet ordre : Mireille Enos,, Jacky Ido, Jay Hayden, Damon Dayoub dans le rôle de Kieran Lynch, Elvy Yost, Alimi Ballard et Bethany Joy Lenz (notamment vue dans Les Frères Scott) dans le rôle de Zoe Taylor.
Le 19 mai 2015, il est annoncé que les rôles tenus par Damon Dayoub et Bethany Joy Lenz sont recastés.
Le 14 juillet 2015, Peter Krause obtient le rôle de anciennement tenu par Damon Dayoub dans le pilote. Tandis que le 22 juillet 2015, Sonya Walger est annoncé en remplacement de Bethany Joy Lenz.
Parmi les rôles récurrents et invités : Annie Wersching, Nia Vardalos, John Simm et Lesley Nicol.
Le 19 juillet 2016, T.R. Knight rejoint la distribution récurrente, lors de la deuxième saison. Il est rejoint le 15 septembre 2016 par Gina Torres qui obtient un rôle récurrent.

## Épisodes

### Première saison (2016)
1. L'Arnaque (Pilot)
2. Le Coupable idéal (The Real Killer)
3. Essai clinique (The Trial)
4. Une dangereuse invention (The Princess and the I.P.)
5. Chantages (The Laragon Gambit)
6. Ennemis intimes (The Benefactor)
7. Le Casino (The Ringer)
8. L'Enlèvement (The Package)
9. Un couple heureux (The Happy Couple)
10. Le Mariage (The Wedding)

### Deuxième saison (2017)
Composée de dix épisodes, elle a été diffusée du 9 mars 2017, au 11 mai 2017.
1. Un nouveau deal (The New Deal)
2. Dans la ligne de mire (The Hammer)
3. Petits arrangements entre ennemis (The Dining Hall)
4. Les Retours du passé (The Family Way)
5. Une voleuse de haut vol (The Bad Girl)
6. Zones d'ombre (The Hard Drive)
7. L'Anniversaire (The Birthday Party)
8. La Remplaçante (The Knock-Off)
9. La Traque (The Cleaner)
10. Nouveau départ (The Mockingbird)

## Réception critique
La série est accueillie de façon plutôt positive par la critique. L'agrégateur de critiques Metacritic lui accorde une note de 59 sur 100, basée sur la moyenne de 30 critiques. Sur le site Rotten Tomatoes, elle obtient une note moyenne de 69 %, sur la base de 38 critiques.
Pierre Langlais pour Télérama trouve que la série est un « thriller chic et toc, formaté pour plaire » aux amateurs des séries produites par Shonda Rhimes.
Sur son blog, Pierre Sérisier trouve que le « premier épisode n'est pas mauvais, il essaie juste trop fort » et déplore également le formatage des séries produites par Shonda Rhimes.